# ایزو ۹۳۶۲
ایزو ۹۳۶۲ (به انگلیسی: ISO 9362) (همچنین به عنوان SWIFT code ،ID SWIFT ،BIC code ،SWIFT-BIC یا کد سوئیفت نیز شناخته می‌شود) یک فرمت استاندارد از کد شناسه کسب‌وکار تصویب شده توسط سازمان بین‌المللی استانداردسازی (ISO) است.